# Тети Фалки (Кунео)
Тети Фалки је насеље у Италији у округу Кунео, региону Пијемонт.
Према процени из 2011. у насељу је живело 13 становника. Насеље се налази на надморској висини од 397 м.